# Lithospermum matamorense
Lithospermum matamorense là loài thực vật có hoa trong họ Mồ hôi. Loài này được DC. mô tả khoa học đầu tiên năm 1846.